# ريغوبيرتو فوينتيس
ريغوبيرتو فوينتيس (بالإسبانية: Rigoberto Fuentes)‏ هو لاعب كرة قدم نيكاراغوي في مركز الدفاع، ولد في 11 فبراير 1992 في سان سيباستيان دي يالي في نيكاراغوا.